# Fabinho (football, 1993)
Pour les articles homonymes, voir Fabinho.
Fábio Henrique Tavares
Fábio Henrique Tavares, dit Fabinho, né le 23 octobre 1993 à Campinas (Brésil), est un footballeur international brésilien qui évolue au poste de milieu défensif au Ittihad Club.
Fabinho est l'un des principaux artisans du titre de champion de France de l'AS Monaco en 2017. Il remporte la Ligue des champions avec Liverpool en 2019, ainsi que le championnat anglais en 2020. Joueur très polyvalent, il commence sa carrière en tant que latéral droit. Au fil des années, il s'adapte à d'autres postes, tels que milieu défensif ou central. Rugueux et bon dans le placement, il récupère un grand nombre de ballons. Sa qualité de passe, son jeux dans les petits espaces, ainsi que sa qualité de penalty font de lui un joueur très complet, aussi précieux offensivement que défensivement.

## Biographie

### Carrière en club

#### Rio Ave (2012-2015)
Formé à Fluminense, il signe un contrat de six ans avec Rio Ave en 2012.

##### Prêt au Real Madrid (2012-2013)
Fabinho est ensuite immédiatement prêté avec option d'achat au Real Madrid Castilla. Il y joue trente matchs et y inscrit deux buts.
Il participe également à une rencontre avec le Real Madrid le 8 mai 2013 lors d'une victoire 6-2 contre Málaga.

#### AS Monaco (2013-2018)
Le 19 juillet 2013, le club portugais le prête à nouveau pour une saison, cette fois à l'AS Monaco. Le 26 mars 2014, il inscrit son premier but sous ses nouvelles couleurs à l'occasion de la réception du RC Lens en quarts de finale de la Coupe de France. L'ASM s'impose sur un score large de 6-0.
Auteur d'une bonne première saison, il est prêté pour une année supplémentaire au club monégasque.
Le 9 décembre 2014, il inscrit son second but avec l'AS Monaco lors du dernier match de la phase de groupes de la Ligue des champions contre le Zénith Saint-Pétersbourg (victoire 2-0).
Le 10 mai 2015, l'ASM annonce que le Brésilien s'est engagé définitivement, pour quatre saisons, après deux ans passés en prêt.
Il réalise une très bonne première partie de championnat où il devient le tireur de penalty attitré du club, en marquant huit sur les huit tentés au cours de la saison 2015-2016.
Le Brésilien réalise une saison 2016-2017 très aboutie. En effet, en plus de devenir le patron du milieu monégasque avec Tiémoué Bakayoko, il continue sa formidable série de penalties réussis. On l'appelle d'ailleurs « Monsieur 100 % ». Cette série se poursuit jusqu'au match aller du quart de finale contre le Borussia Dortmund où il ne cadre pas sa tentative. Il participe activement à la victoire du club de la principauté contre Manchester City en huitièmes de finale de la Ligue des champions

#### Liverpool FC (2018-2023)
Le 28 mai 2018, il quitte après cinq saisons l’AS Monaco pour signer un contrat de cinq ans avec le Liverpool FC contre un montant de 50 millions d’euros.
Le Brésilien ne joue pas en début de saison. Il entre en jeu pour la première fois le 18 septembre 2018 lors d'une victoire 3-2 contre le Paris Saint-Germain en Ligue des champions. En décembre, Fabinho délivre sa première passe décisive en Angleterre pour Sadio Mané contre Manchester United lors d'une victoire 3-1 permettant à Liverpool de se maintenir leader du championnat. Le 26 décembre, il marque son premier but contre Newcastle United, contribuant à une victoire 4-0,. Peu à peu, il prend place en tant que titulaire et participe à la victoire de son club en finale de la Ligue des champions 2019 contre Tottenham. Le 10 novembre 2019 face à Manchester City (victoire 3-1), il marque le premier but d'une frappe limpide dans les vingt mètres dès la sixième minute de jeu.

#### Al-Ittihad Club (depuis 2023)
Le 31 juillet 2023, Fabinho paraphe un contrat de trois ans au Ittihad Club jusqu'en 2026 pour la somme de 46,7 millions d'euros,.

### En sélection
En août 2014, il est appelé avec les moins de 21 ans d'Alexandre Gallo. Le 7 septembre 2014, Dunga le convoque pour la première fois en sélection A afin de remplacer Maicon avant un match amical contre l'Équateur.  
Grâce à sa bonne saison à Monaco, Dunga l'inclut dans liste de 23 joueurs pour disputer la Copa América 2015 durant le mois de juin. Il fête sa première cape quelques jours avant le début de la compétition, en remplaçant Danilo à la mi-temps d'une victoire 2-0 contre le Mexique le 7 juin. L'année suivante, il fut convoqué pour jouer la Copa América 2016 où le Brésil sera éliminée dès la phase de poule
Cinq ans plus tard, Fabinho participe de nouveau à une compétition internationale avec le Brésil lors de la Copa América 2021, où le Brésil n'aura pas la même réussite puisqu'il s'inclinera en finale contre l'Argentine.
Le 7 novembre 2022, il est sélectionné par Tite pour participer à la Coupe du monde 2022 au Qatar.

## Statistiques

### En club
| Saison                | Club                  | Championnat           | Championnat | Championnat | Championnat | Coupe nationale | Coupe nationale | Coupe nationale | Coupe de la Ligue | Coupe de la Ligue | Coupe de la Ligue | Supercoupe | Supercoupe | Supercoupe | Compétition(s) continentale(s) | Compétition(s) continentale(s) | Compétition(s) continentale(s) | Compétition(s) continentale(s) | Supercoupe UEFA | Supercoupe UEFA | Supercoupe UEFA | Mondial des clubs | Mondial des clubs | Mondial des clubs | Total | Total | Total |
| Saison                | Club                  | Division              | M.          | B.          | P.d.        | M.              | B.              | P.d.            | M.                | B.                | P.d.              | M.         | B.         | P.d.       | Comp.                          | M.                             | B.                             | P.d.                           | M.              | B.              | P.d.            | M.                | B.                | P.d.              | M.    | B.    | P.d.  |
| 2012-2013             | Real Madrid           | Liga                  | 1           | 0           | 1           | -               | -               | -               | -                 | -                 | 0                 | -          | -          | -          | -                              | -                              | -                              | -                              | -               | -               | -               | -                 | -                 | -                 | 1     | 0     | 1     |
| 2013-2014             | AS Monaco             | Ligue 1               | 26          | 0           | 0           | 4               | 1               | 2               | 1                 | 0                 | 0                 | -          | -          | -          | -                              | -                              | -                              | -                              | -               | -               | -               | -                 | -                 | -                 | 31    | 1     | 2     |
| 2014-2015             | AS Monaco             | Ligue 1               | 36          | 1           | 0           | 4               | 0               | 0               | 3                 | 0                 | 0                 | -          | -          | -          | C1                             | 10                             | 1                              | 0                              | -               | -               | -               | -                 | -                 | -                 | 53    | 2     | 0     |
| 2015-2016             | AS Monaco             | Ligue 1               | 34          | 6           | 3           | 3               | 2               | 0               | 1                 | 0                 | 0                 | -          | -          | -          | C1+C3                          | 4+5                            | 0                              | 1+0                            | -               | -               | -               | -                 | -                 | -                 | 47    | 8     | 4     |
| 2016-2017             | AS Monaco             | Ligue 1               | 37          | 9           | 1           | 4               | 0               | 0               | 1                 | 0                 | 0                 | -          | -          | -          | C1                             | 14                             | 3                              | 3                              | -               | -               | -               | -                 | -                 | -                 | 56    | 12    | 4     |
| 2017-2018             | AS Monaco             | Ligue 1               | 34          | 7           | 3           | 2               | 1               | 0               | 4                 | 0                 | 0                 | 1          | 0          | 0          | C1                             | 5                              | 0                              | -                              | -               | -               | -               | -                 | -                 | -                 | 46    | 8     | 3     |
| Sous-total            | Sous-total            | Sous-total            | 167         | 23          | 7           | 17              | 4               | 2               | 10                | 0                 | 0                 | 1          | 0          | 0          | -                              | 38                             | 4                              | 4                              | -               | -               | -               | -                 | -                 | -                 | 233   | 31    | 13    |
| 2018-2019             | Liverpool FC          | Premier League        | 28          | 1           | 2           | 1               | 0               | 0               | 1                 | 0                 | 0                 | -          | -          | -          | C1                             | 11                             | 0                              | 0                              | -               | -               | -               | -                 | -                 | -                 | 41    | 1     | 2     |
| 2019-2020             | Liverpool FC          | Premier League        | 28          | 2           | 3           | 2               | 0               | 0               | -                 | -                 | -                 | 1          | 0          | 0          | C1                             | 7                              | 0                              | 1                              | 1               | 0               | 0               | -                 | -                 | -                 | 39    | 2     | 4     |
| 2020-2021             | Liverpool FC          | Premier League        | 30          | 0           | 0           | 2               | 0               | 0               | 1                 | 0                 | 0                 | 1          | 0          | 0          | C1                             | 8                              | 0                              | 0                              | -               | -               | -               | -                 | -                 | -                 | 42    | 0     | 0     |
| 2021-2022             | Liverpool FC          | Premier League        | 29          | 5           | 1           | 3               | 2               | 0               | 3                 | 0                 | 0                 | -          | -          | -          | C1                             | 13                             | 1                              | 0                              | -               | -               | -               | -                 | -                 | -                 | 48    | 8     | 1     |
| 2022-2023             | Liverpool FC          | Premier League        | 36          | 0           | 2           | 2               | 0               | 0               | 1                 | 0                 | 0                 | 1          | 0          | 0          | C1                             | 8                              | 0                              | 0                              | -               | -               | -               | -                 | -                 | -                 | 48    | 0     | 2     |
| Sous-total            | Sous-total            | Sous-total            | 153         | 8           | 8           | 10              | 2               | 0               | 5                 | 0                 | 0                 | 3          | 0          | 0          | -                              | 47                             | 1                              | 1                              | 1               | 0               | 0               | -                 | -                 | -                 | 219   | 11    | 9     |
| 2023-2024             | Ittihad Club          | Saudi Pro League      | 19          | 1           | 1           | 2               | 0               | 1               | -                 | -                 | -                 | -          | -          | -          | AFC                            | 7                              | 0                              | 1                              | -               | -               | -               | 2                 | 0                 | 0                 | 30    | 1     | 3     |
| 2024-2025             | Ittihad Club          | Saudi Pro League      | 32          | 2           | 1           | 5               | 1               | 0               | -                 | -                 | -                 | -          | -          | -          | -                              | -                              | -                              | -                              | -               | -               | -               | -                 | -                 | -                 | 37    | 3     | 1     |
| 2025-2026             | Ittihad Club          | Saudi Pro League      | -           | -           | -           | -               | -               | -               | -                 | -                 | -                 | 1          | 0          | 0          | -                              | -                              | -                              | -                              | -               | -               | -               | -                 | -                 | -                 | 1     | 0     | 0     |
| Sous-total            | Sous-total            | Sous-total            | 51          | 3           | 2           | 7               | 1               | 1               | -                 | -                 | -                 | 1          | 0          | 0          | -                              | 7                              | 0                              | 1                              | -               | -               | -               | 2                 | 0                 | 0                 | 68    | 4     | 4     |
| Total sur la carrière | Total sur la carrière | Total sur la carrière | 372         | 34          | 17          | 34              | 7               | 3               | 15                | 0                 | 0                 | 5          | 0          | 0          | -                              | 92                             | 5                              | 6                              | 1               | 0               | 0               | 2                 | 0                 | 0                 | 521   | 46    | 26    |

### En sélection nationale
| Saison                | Sélection             | Phases finales          | Phases finales | Phases finales | Éliminatoires | Éliminatoires | Matchs amicaux | Matchs amicaux | Total | Total |
| Saison                | Sélection             | Compétition             | M              | B              | M             | B             | M              | B              | M     | B     |
| --------------------- | --------------------- | ----------------------- | -------------- | -------------- | ------------- | ------------- | -------------- | -------------- | ----- | ----- |
| 2014-2015             | Brésil                | Copa América 2015       | 0              | 0              | -             | -             | 2              | 0              | 2     | 0     |
| 2015-2016             | Brésil                | Copa América Centenario | 0              | 0              | -             | -             | 2              | 0              | 2     | 0     |
| 2018-2019             | Brésil                | -                       | -              | -              | -             | -             | 4              | 0              | 4     | 0     |
| 2019-2020             | Brésil                | -                       | -              | -              | -             | -             | 4              | 0              | 4     | 0     |
| 2020-2021             | Brésil                | Copa América 2021       | 4              | 0              | 1             | 0             | -              | -              | 5     | 0     |
| 2021-2022             | Brésil                | -                       | -              | -              | 8             | 0             | 2              | 0              | 10    | 0     |
| 2021-2022             | Brésil                | Coupe du monde 2022     | 1              | 0              | -             | -             | 1              | 0              | 2     | 0     |
| Total sur la carrière | Total sur la carrière | Total sur la carrière   | 5              | 0              | 9             | 0             | 15             | 0              | 29    | 0     |

#### Liste des matchs internationaux
| Matchs internationaux de Fabinho | Matchs internationaux de Fabinho | Matchs internationaux de Fabinho                      | Matchs internationaux de Fabinho | Matchs internationaux de Fabinho | Matchs internationaux de Fabinho | Matchs internationaux de Fabinho                                |
|                                  | Date                             | Lieu                                                  | Adversaire                       | Résultat                         | Compétition                      | Notes                                                           |
| -------------------------------- | -------------------------------- | ----------------------------------------------------- | -------------------------------- | -------------------------------- | -------------------------------- | --------------------------------------------------------------- |
| 1.                               | 7 juin 2015                      | Allianz Parque, São Paulo, Brésil                     | Mexique                          | 2 - 0                            | Match amical                     | Entre en jeu à la place de Danilo à la 46e minute de jeu.       |
| 2.                               | 11 juin 2015                     | Stade José-Pinheiro-Borda, Porto Alegre, Brésil       | Honduras                         | 1 - 0                            | Match amical                     | Titulaire et remplacé par Marquinhos à la 75e minute de jeu.    |
| 3.                               | 9 septembre 2015                 | Gillette Stadium, Foxborough, États-Unis              | États-Unis                       | 1 - 4                            | Match amical                     | Titulaire.                                                      |
| 4.                               | 30 mai 2016                      | Dick's Sporting Goods Park, Commerce City, États-Unis | Panama                           | 0 - 2                            | Match amical                     | Entre en jeu à la place de Daniel Alves à la 77e minute de jeu. |
| 5.                               | 7 septembre 2018                 | MetLife Stadium, East Rutherford, États-Unis          | États-Unis                       | 0 - 2                            | Match amical                     | Titulaire.                                                      |

## Palmarès

### En club
| Real Madrid                                       | AS Monaco (1) | Liverpool FC (5) | Al-Ittihad Club (2)                                                                                      |
| ------------------------------------------------- | --- | --- | --- |
| - Championnat d'Espagne : - Vice-champion : 2013. | - Championnat de France : - Champion : 2017. - Vice-champion : 2014 et 2018. - Coupe de la Ligue - Finaliste : 2018. - Trophée des champions - Finaliste : 2017. | - Premier League - Champion : 2020. - Vice-champion : 2019. - Ligue des champions - Vainqueur : 2019. - Finaliste : 2022. - Supercoupe de l'UEFA - Vainqueur : 2019. - Coupe de la Ligue anglaise - Vainqueur : 2022. - Community Shield - Vainqueur : 2022. - Finaliste : 2019 et 2020. | - Championnat d'Arabie saoudite (1) - Champion en 2025 - Coupe d'Arabie saoudite (2) - Vainqueur en 2025 |

### En sélection
| Brésil                             |
| ---------------------------------- |
| - Copa América - Finaliste : 2021. |

### Distinction
- 14e au Ballon d'or 2022